# Erchie
Erchie (Erchi in dialetto salentino) è un comune italiano di 8 093 abitanti della provincia di Brindisi in Puglia.
La cittadina è situata nel Salento centro-settentrionale.
Il comune di Erchie è situato nel Salento in una posizione particolare, è al confine delle tre province salentine di Brindisi, di Taranto e di Lecce nel cuore culturale di tale subregione. Ciò si evince soprattutto dal peculiare dialetto salentino del comune, a tratti simile al leccese, con una forte impronta brindisina.

## Geografia fisica
Erchie è collocato su una pianura dell'entroterra brindisino, a 68 metri sul livello del mare.

## Storia
Erchie, il cui territorio ha restituito reperti risalenti al neolitico, potrebbe essere stato un centro religioso, legato ad un luogo di culto del dio Ercole, dal quale avrebbe ripreso il nome di Hercolanum (o Heracle). Dopo la conquista romana, perse d'importanza per la vicinanza di Mandurium (Manduria) e soprattutto di Tarentum (Taranto). Nel I secolo d.C. compare con il nome di Hercle.
Verso il X secolo alcuni monaci basiliani crearono il santuario di Santa Lucia su un antico luogo di culto messapico sito in una grotta. Ai monaci basiliani si deve inoltre l'introduzione del culto di Santa Irene, oggi patrona della città.
Tra il XIII e il XIV secolo la sua popolazione continua a diminuire: nel 1377 sono attestati una ventina di abitanti e più che un centro abitato si può parlare di un casale rurale. Il toponimo nel frattempo si è andato modificando da Hercle a Herchie.
Il ripopolamento del borgo iniziò nel XVI secolo con l'arrivo di albanesi che fuggivano dai turchi, ma solo dopo il Seicento il numero degli abitanti crebbe in modo più consistente.
Passò come feudo dai Montefuscoli, che ricostruirono il centro dopo le incursioni saracene, ai Mairo, ai Bonifacio, agli Albrizzi e ai Laviano che nel XVIII secolo fecero costruire il palazzo ducale.
Nel 1754 la popolazione contava poco meno di mille abitanti, dei quali 233 sparsi sul territorio rurale (foresi). Oggi la popolazione è di circa 8 500 abitanti.

### Simboli
Descrizione araldica dello stemma:
(Comuni-Italiani.it)
Vi sono raffigurati una bacinella con gli occhi, attributo di santa Lucia, e la figura di Ercole legata alla storia antica del paese e all'origine del suo toponimo.
Il gonfalone municipale è un drappo di bianco.

## Monumenti e luoghi d'interesse

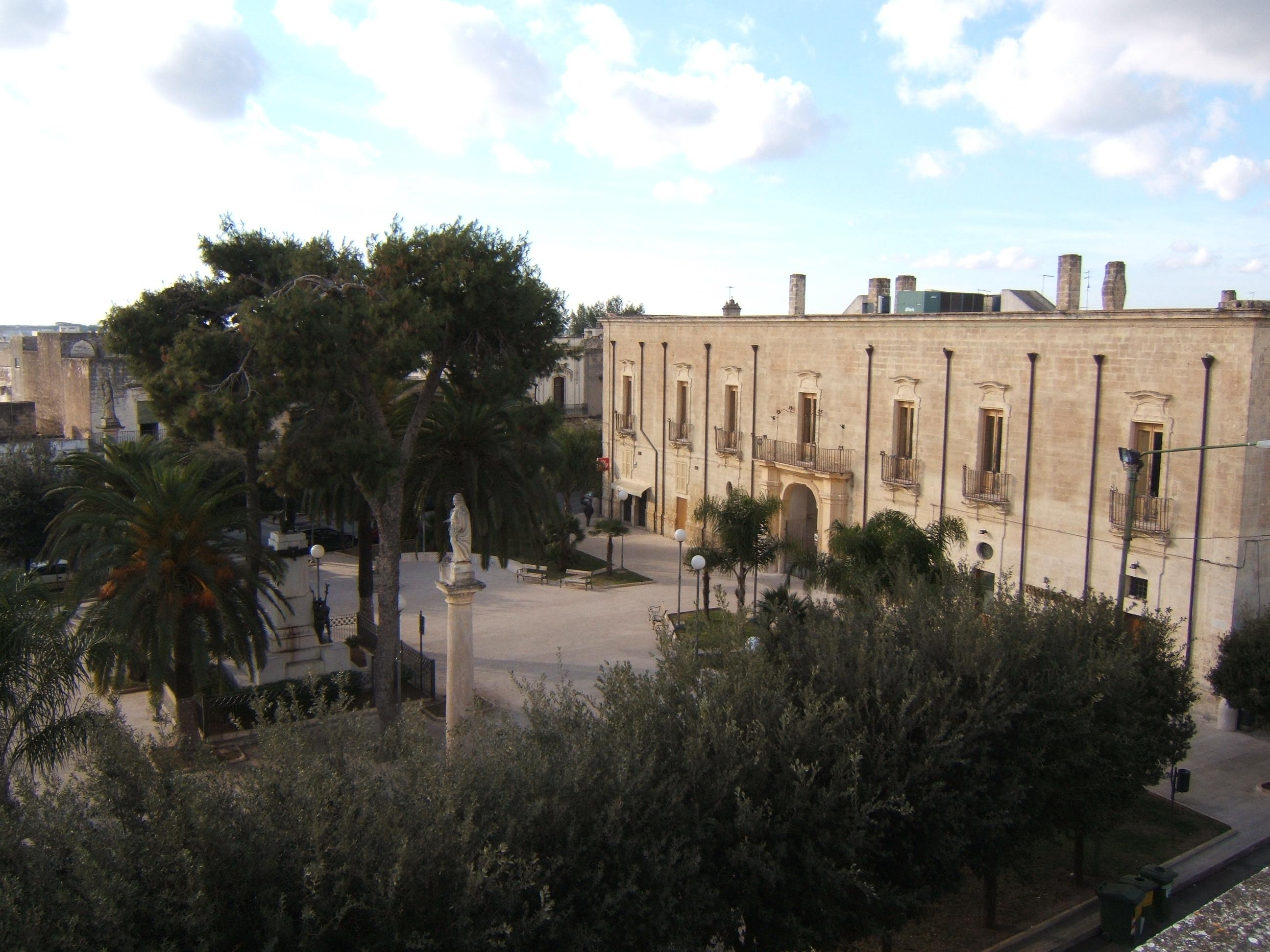
Vista della facciata principale del Palazzo Ducale e delle Colonne di Santa Irene e di Santa Lucia

- Grotta del Presbitero o del Padreterno (monumento messapico) struttura megalitica di origine messapica.
- Contrada Specchia Carcarone dove è stato trovato materiale del neolitico e romano.
- Grotta dell'Annunziata creata. A circa 1 km dal centro di Erchie, verso l’oriente, nel podere Padreterno si erge l’antica Grotta messapica denominata dell’Annunziata. Risale al V-IV secolo a.C. durante il periodo messapico. Tra il X e l’XI secolo d.C. fu rifugio dei monaci Basiliani che l’adornarono di un altare e con alcuni dipinti. La Sopraintendenza alle Belle Arti la classificò “Monumento nazionale di III categoria” .
- Chiesa Madre, dedicata alla Natività della Vergine Maria, fu costruita verso la fine del XVIII secolo, la prima ad essere costruita. Canonicamente eretta ab immemorabili, esisteva certamente durante l’episcopato di mons. Godino (1081-1089) ed era composta dall’attuale transetto che va da oriente ad occidente. Il 17 ottobre 1565, quando fu visitata da mons. Carlo Bovio, era priva di sacerdote ed era denominata Santa Maria del Casale d’Herchie. Col passare degli anni divenne più accogliente tanto da non poter contenere i numerosi fedeli. Si decise allora di ampliarla e, ottenuto l’Assenso dalla Sacra Congregazione dei Cardinali, nel 1706 iniziarono i lavori che trasformarono l’antica Cappella nell’attuale chiesa a croce latina. La sua ultimazione avvenne nel 1782. Era adorna di magnifici quadri. Ora se ne possono ammirare solo due: l’Agonia di san Giuseppe (1724, autore Didacus Bianco, di Manduria) e la Madonna della Consolazione (1744, autore Servo di Dio Lingrosso, di Campi). Dal 2008 al 2010 ha subito un radicale restauro e risanamento interno ed esterno è ritornata all’antico splendore rimostrando i preziosi dipinti prima ricoperti da una tinteggiatura uniforme.
- Santuario di Santa Lucia. La Santa morì a Siracusa il 13 dicembre 304 e venne sepolta in una catacomba dove sostò sino al 1039, anno in cui la città siciliana fu liberata dal dominio turco ad opera del generale bizantino Maniace che, trafugato il corpo della martire, decise di farne dono alla sua imperatrice Teodora. La leggenda narra che, intrapresa la via per recarsi a Costantinopoli, Maniace sostò nella foresta oritana, in una grotta che si apriva su un avvallamento nella zona di Hercle, l’attuale Erchie. La Cappella seminterrata: i monaci basiliani che dimoravano nella vicina grotta messapica dell’Annunziata, dopo aver venerato le sacre spoglie, ebbero in dono come reliquia un osso della Vergine e Martire e, collocatolo nella grotta adibita a cappella ai bordi dell’avvallamento, dettero inizio alla venerazione di santa Lucia nel Casale di Hercle. Col passare dei secoli l’osso e un quadretto della Santa che era stato collocato in sostituzione dell’osso trafugato, furono oggetto di venerazione da parte di un numero crescente di fedeli. In seguito la cappella cadde in abbandono sino a quando nel 1500 il quadretto raffigurante la Santa fu trovato da un vaccaro ai piedi di una mucca che beveva ad una fonte zampillante nel suddetto avvallamento. In virtù di tale ritrovamento gli Ercolani riportarono il quadretto nella Cappella, e, per immortalare il luogo dov’era avvenuto il prodigioso evento, edificarono il tempio sottostante coprendo la fonte e la zona circostante. Nel 1565 la cappella e il tempio sottostante, che si trova ad una profondità di circa 9 metri dal livello stradale, furono visitati da mons. Carlo Bovio, arcivescovo di Oria e di Brindisi, nel 1603 da mons. Lucio Fornari, nel 1629 da mons. Ridolfi e quindi altri Vescovi. Nel 1638 sull’altare della cappella venne collocata l’attuale statua lignea di Santa Lucia, che nel 1650 fu anche indorata. Nel 1690 la cappella fu ornata ancora di una statua in pietra della Santa e nel 1740 fu collocata un’altra statua della Vergine e Martire nel Tempio sottostante che, a causa delle sue fondamenta poco consistenti, nel 1819 crollò. Per niente scoraggiati gli ercolani non solo ne riprendono la costruzione ma, ottenuto del terreno dal Duca di Satriano, feudatario di Erchie, cominciarono a costruire la chiesa superiore verso il lato sud della Cappella. Tale chiesa fu ultimata e inaugurata il 25 aprile 1865. Questo gioiello che tanto lustro ha dato al paese di Erchie, oltre ad essere stato prodigo di miracoli della vista ai fedeli che con fede si sono rivolti a Santa Lucia, l’8 aprile 1953 è stato classificato come Santuario diocesano da mons. Alberico Semeraro.
- Chiesa di San Nicola, adiacente alla Chiesa Matrice, risalente al 1650. Un gruppo di Ercolani, animati da sentimenti religiosi, ma, impossibilitati a intraprendere la vita sacerdotale, decisero di unirsi in Congregazione sotto il titolo dell’Immacolata Concezione. Fu fatta costruire con l’aiuto degli abitanti e con 16 ducati donati dal signor Alessandro di Lecce. Subì radicali modifiche nel 1757. In essa opera l’arciconfraternita dell’Immacolata Concezione. Il 28 febbraio 1769 la Congregazione ottenne il Regio Assenso dall’Imperatore Ferdinando IV. Si fregia di una artistica e splendida bara con la statua di Cristo morto (1715-1730). Ci sono alcune statue, artistici quadri e le statue dei Misteri raffiguranti l’Agonia di Gesù, Gesù alla colonna, Gesù alla canna, Gesù che cade sotto la Croce, (1920, autore Antonio De Vitis, di Lecce. Nel gennaio del 2009 restaurate dal maestro Piero Balsamodi.
- Chiesa del Santissimo Salvatore, costruita verso la metà degli anni settanta del Novecento.
- Colonne di Santa Irene e di Santa Lucia (XVIII secolo). La Colonna dove poggia la statua di Santa Irene, Patrona del paese di Erchie, si erge nella parte orientale della Villa Comunale. È alta circa 10 metri. La statua raffigura la Santa la cui mano sinistra stringe la palma del martirio, mentre la destra è protesa in avanti in segno di protezione; alla base vi è una miniatura del paese. La colonna dove è collocata la statua di Santa Lucia, Protettrice del paese, è sita nella parte occidentale della Villa Comunale. Anch’essa è alta circa 10 metri. La statua della Vergine di Siracusa ha nella mano sinistra la palma del martirio e nella destra una bacinella con due occhi, che, secondo la leggenda, riuscì a cavarsi senza alcuna sofferenza al cospetto del tiranno Pascasio.
- Monumento del Calvario. Fu eretto agli inizi del 1800 al posto della Colonna dell’Osanna che chiudeva via Calvario verso settentrione. Quando nel 1935 fu ultimato l’edificio scolastico "Grazia Deledda", fu smontato e riedificato tale e quale dove sorge attualmente. È costituito da uno sfondo ad arco diviso in cinque edicole nelle quali il 16 marzo 2008 sono stati posti alcuni pregevoli pannelli decorativi in maiolica policroma raffiguranti: al centro la “Crocifissione”, a sinistra il “Processo a Gesù” e “l’Incontro con Maria”, a destra la “Deposizione” e il “Sepolcro Vuoto” Archiviato il 7 febbraio 2019 in Internet Archive.
- Palazzo ducale di Erchie. Fatto costruire da Pietro Laviano, marchese di Tito e Duca di Satriano tra il 1775 e il 1787, fu la residenza estiva dei feudatari e occupa un'intera isola urbana in corrispondenza della piazza centrale e sul lato nord del Santuario di Santa Lucia. Nel cortile interno si affaccia il corpo scala la cui composizione molto originale, presenta un corpo unico a tutta altezza. La tradizione attribuisce la sua progettazione al trattatista Francesco Milizia da Oria, all'epoca soprintendente presso lo Stato Pontificio. Di particolare pregio sono le porte interne sulle quali sono raffigurati personaggi in maschera dell'Ottocento[6]
- Monumento ai Caduti della Prima guerra mondiale, situato nell'attuale villa comunale anche chiamata "Parco delle Rimembranze". In origine fu ordinato e destinato alla città di Brindisi, ma il 3 aprile 1927 fu acquistato dall'amministrazione comunale di Erchie per la somma di 70.000 lire. Fu inaugurato il 4 novembre 1928[7]
- Resti del convento dei Frati minori del 1430, crollato intorno alle ore 06:30 del 26 maggio 2018[8], in via G. Grassi.

## Società

### Evoluzione demografica
Abitanti censiti

### Etnie e minoranze straniere
Gli stranieri residenti a Erchie al 31 dicembre 2019 sono 46 (16 maschi e 30 femmine) e rappresentano lo 0,5% della popolazione residente. La comunità straniera più numerosa è quella proveniente dalla Romania con il 34,8% di tutti gli stranieri presenti sul territorio.

### Tradizioni/folclore e pietanze locali
- Festa di San Giuseppe (19 marzo): nel giorno di San Giuseppe vengono allestiti, intorno alla piazza e lungo le strade che conducono al santuario di Santa Lucia, che conserva la statua del Santo, tavoli imbanditi con pietanze locali (come le analoghe Tavole di San Giuseppe). Questa consuetudine viene identificata con il termine dialettale Mattra (nel dialetto locale, che indica una cassa di legno di forma rettangolare dove si impastava la farina per preparare il pane fatto in casa: nella festa diviene simbolo di prosperità ed abbondanza). In antichità il pranzo era offerto, per devozione al Santo, dai nobili e dai benestanti del paese ai più poveri; ancora oggi gli erchiolani mantegono viva questa tradizione, ripercorrendo ogni anno quello che facevano i loro avi. Nella Mattra, il piatto fondamentale era la "Tria" (pasta tipo le tagliatelle); ma sul banco vi erano anche fritture di pesce, cavolfiori, "lampascioni" e baccalà. In sostituzione dei dolci, troppo costosi per l'epoca, si serviva la pasta col miele e per finire della frutta secca (noci, mandorle, noccioline).
- Festa di Santa Irene : il 5 giugno di ogni anno, dal XVIII secolo, viene festeggiata ad Erchie Santa Irene, santa patrona del paese. La leggenda narra che nel 1897, alle 3 del pomeriggio, arrivò su Oria un violento ciclone che, oltre a devastare gran parte del paese, causò circa 70 morti e 400 feriti. Alla stessa ora, un contadino di Erchie mentre si recava in campagna, si accorse che il cielo divenne minaccioso e il fortunale si stava avvicinando sempre più pericolosamente ad Erchie. All'improvviso il contadino vide nel cielo sant'Irene che, circondata da nuvole, con le braccia aperte fermava la tempesta come in un abbraccio, ricacciandola lontano da Erchie e impedendo così un sicuro disastro.[senza fonte]
- Pizzarieddi: Si tratta di un tipo di pasta piuttosto tipica del paese e sparsa anche in tutta la zona salentina. Vengono presi dei piccoli pezzettini di pasta e gli stessi vengono arrotolati attorno ad un filo di ferro che viene fatto girare su sé stesso sopra di un tavolo facendoli diventare di forma simile alle penne ma senza le punte ai lati. Tale pasta viene consumata assieme alle orecchiette (anche queste dai più esperti fatte a mano prendendo ogni singolo pezzo e modellato con l'uso di un coltello). Solitamente tale pietanza si consuma con il sugo di pomodoro e, a seconda dei gusti, grattugiandogli sopra un po' di pecorino locale.

## Economia
Erchie è sempre stata un centro agricolo e tabacchiero. Notevole, come del resto in tutto il Salento,
la produzione di olio d'oliva e varie qualità di vino tra le quali il Primitivo di Manduria, il Negroamaro e il Malvasia.

## Infrastrutture e trasporti

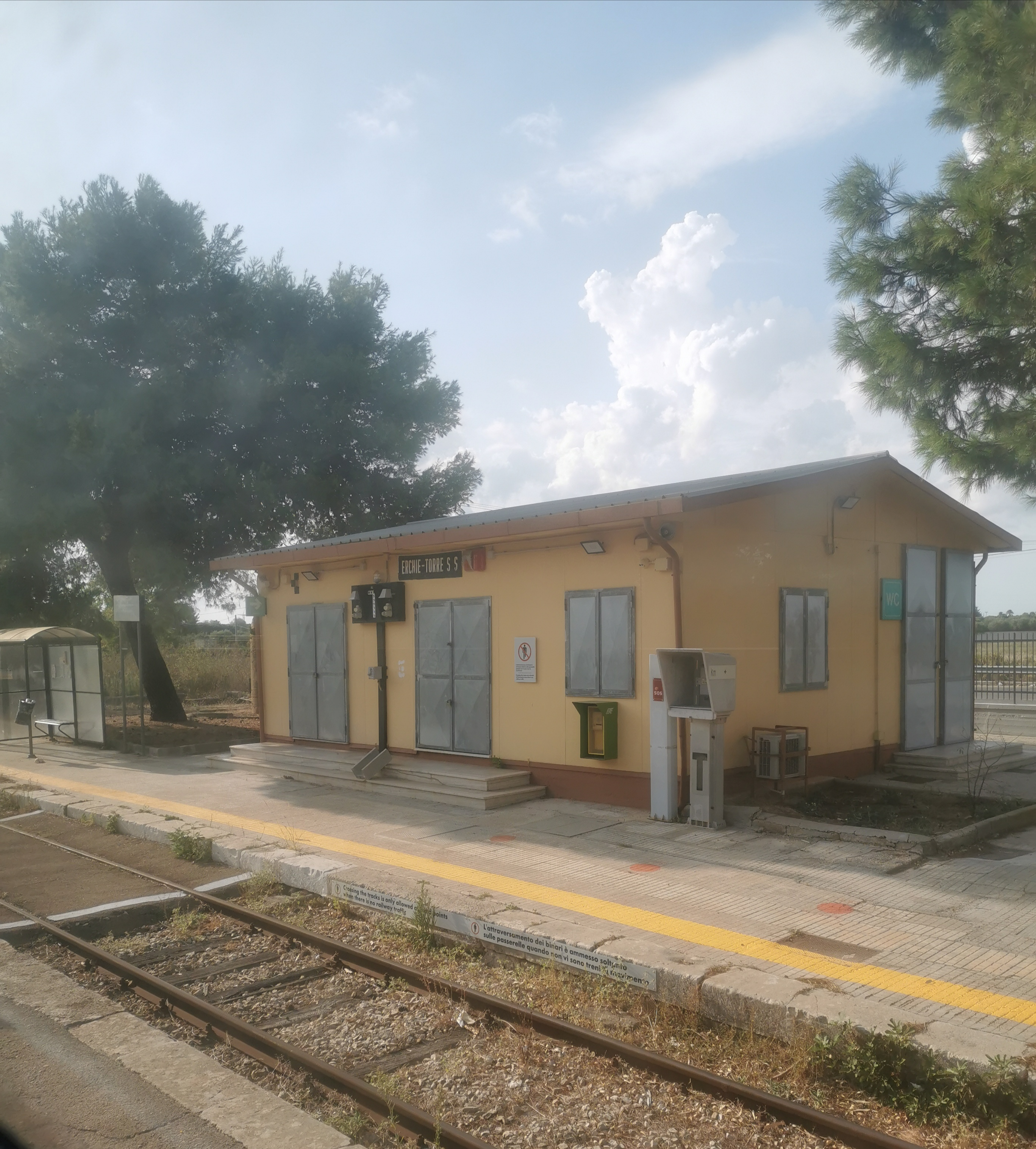
Stazione ferroviaria

Il comune è servito dalle strada provinciale 63 per Torre Santa Susanna e inoltre dalle strade provinciali 61 verso Oria e 64 verso il tratto Manduria-San Pancrazio Salentino della strada statale 7 ter Salentina.
La stazione ferroviaria di Erchie-Torre Santa Susanna, lungo la linea Martina Franca-Lecce operata dalle Ferrovie del Sud-Est, è posta 3 km a sud dell'abitato. Attualmente il casello ferroviario è sprovvisto di personale. Nonostante ciò, a seguito dell'acquisto da parte del gruppo Ferrovie dello Stato Italiane, è in corso un'opera di riqualificazione dell'area, giacente in uno stato di degrado.

## Amministrazione
Di seguito è presentata una tabella relativa alle amministrazioni che si sono succedute in questo comune.
| Periodo           | Periodo           | Primo cittadino                 | Partito                           | Carica              | Note   |
| ----------------- | ----------------- | ------------------------------- | --------------------------------- | ------------------- | ------ |
| 8 dicembre 1988   | 11 agosto 1990    | Antonio Sorio                   | Democrazia Cristiana              | Sindaco             | [ 10 ] |
| 11 agosto 1990    | 13 gennaio 1992   | Antonio Sorio                   | Democrazia Cristiana              | Sindaco             | [ 10 ] |
| 13 gennaio 1992   | 7 luglio 1993     | Gennaro Antonio Caputi          | Partito Socialista Italiano       | Sindaco             | [ 10 ] |
| 7 luglio 1993     | 23 novembre 1993  | Clara Minerva                   |                                   | Comm. pref.         | [ 10 ] |
| 23 novembre 1993  | 25 gennaio 1995   | Maria Conversano                | lista civica                      | Sindaco             | [ 10 ] |
| 10 febbraio 1995  | 24 aprile 1995    | Alessandro Ghezzani             |                                   | Comm. pref.         | [ 10 ] |
| 24 aprile 1995    | 6 aprile 1996     | Vincenzo Ciccarese              | centro-sinistra                   | Sindaco             | [ 10 ] |
| 6 aprile 1996     | 18 novembre 1996  | Alessandro Ghezzani             |                                   | Comm. pref.         | [ 10 ] |
| 18 novembre 1996  | 14 maggio 2001    | Lino Massimo Prima              | Polo per le Libertà               | Sindaco             | [ 10 ] |
| 14 maggio 2001    | 24 gennaio 2002   | Domenico Mancini                | centro-sinistra                   | Sindaco             | [ 10 ] |
| 24 gennaio 2002   | 28 maggio 2002    | Guido Aprea                     |                                   | Comm. straordinario | [ 10 ] |
| 28 maggio 2002    | 29 maggio 2007    | Lino Massimo Prima              | Casa delle Libertà                | Sindaco             | [ 10 ] |
| 29 maggio 2007    | 8 maggio 2012     | Giuseppe Antonio Sal Margheriti | Casa delle Libertà                | Sindaco             | [ 10 ] |
| 8 maggio 2012     | 28 ottobre 2014   | Giuseppe Antonio Sal Margheriti | lista civica: Patto per Erchie    | Sindaco             | [ 10 ] |
| 28 ottobre 2014   | 1º giugno 2015    | Michele Albertini               |                                   | Comm. straordinario | [ 10 ] |
| 1º giugno 2015    | 22 settembre 2020 | Giuseppe Antonio Sal Margheriti | lista civica: Noi Erchie          | Sindaco             | [ 10 ] |
| 22 settembre 2020 | 23 febbraio 2024  | Pasquale Nicolì                 | lista civica: Uniti per la svolta | Sindaco             | [ 10 ] |
| 23 febbraio 2024  | 9 Giugno 2024     | Antonio Giaccari                |                                   | Comm. straordinario |        |
| 10 Giugno 2024    | "in carica"       | Giuseppe Antonio Sal Margheriti | lista civica: Erchie che VogliAMO | Sindaco             | [ 10 ] |

### Gemellaggi
- Siracusa, dal 2009[11]